# Новопіщане
Новопіща́не (рос. Новопесчаное) — село у складі Бурлинського району Алтайського краю, Росія. Адміністративний центр Новопіщанської сільської ради.

## Населення
Населення — 805 осіб (2010; 1059 у 2002).
Національний склад (станом на 2002 рік):
- українці — 51 %
- росіяни — 37 %